# ワンウェイ両想い
「ワンウェイ両想い」（ワンウェイりょうおもい）は、2009年11月11日にLantisから発売、バンダイビジュアルから販売されたシングル。

## 解説
表題曲「ワンウェイ両想い」は、テレビアニメ『けんぷファー』エンディングテーマとして使用されており、同アニメで瀬能ナツル、沙倉楓に声を充てている井上麻里奈と中島愛が歌っている。
カップリングは「ワンウェイ両想い」のリミックス版で、独自の伴奏を付けた「unstoppable delusion ≒ mpulse」バージョンが収録されている。 
ジャケットには、キャラクターデザイナー・藤田まり子による瀬能ナツルと沙倉楓が抱き合っているイラストが描かれている。

## 収録曲
（全作詞：こだまさおり、作曲：田代智一）
1. ワンウェイ両想い [3:43]
編曲：安藤高弘
  - テレビアニメ『けんぷファー』エンディングテーマ
2. タタカエ☆モラリズム [4:05]
編曲：高田暁
3. ワンウェイ両想い - unstoppable delusion ≒ mpulse - [7:23]
リミキサー：藤田xxyoshixx宜久
4. ワンウェイ両想い (instrumental)